# 布鲁阿朗
布鲁阿朗（法語：Broualan，法語發音：[bʁualɑ̃]）是法国伊勒-维莱讷省的一个市镇，属于圣马洛区。

## 地理
布鲁阿朗（48°28'25"N, 1°39'0"W）面积12.76 平方千米，位于法国布列塔尼大區伊勒-维莱讷省，该省份为法国西北部沿海省份，位于布列塔尼半岛东部，北濒大西洋，西接阿摩尔滨海省和莫尔比昂省，南至大西洋卢瓦尔省，西南端接曼恩-卢瓦尔省，东临马耶讷省，东北与芒什省接壤。
与布鲁阿朗接壤的市镇（或旧市镇、城区）包括：拉布萨克、屈冈、埃皮尼亚克、特朗拉福雷。

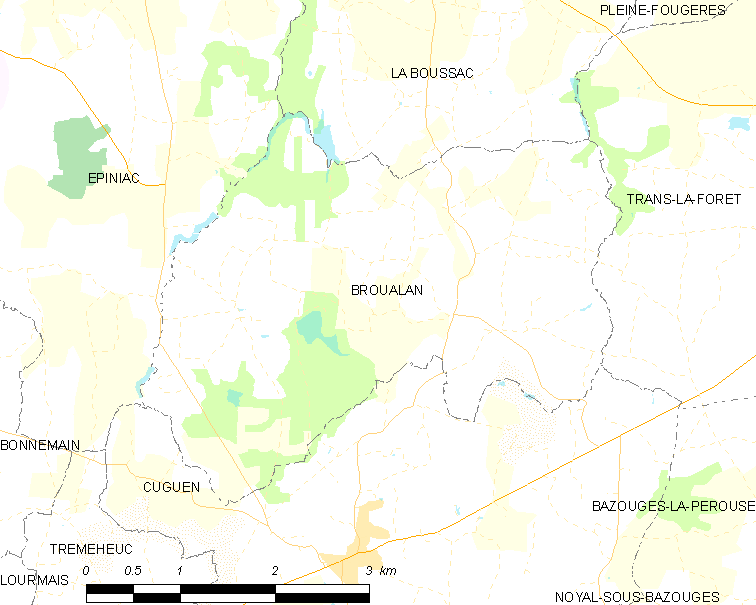
布鲁阿朗的OSM定位图

布鲁阿朗的时区为UTC+01:00、UTC+02:00（夏令时）。

## 行政
布鲁阿朗的邮政编码为35120，INSEE市镇编码为35044。

## 政治
布鲁阿朗所属的省级选区为布列塔尼地区多勒县。

## 人口

1962-2008年间布鲁阿朗人口变化图示

布鲁阿朗于2022年1月1日时的人口数量为411人。